# 山案座ι
山案座ι，又名CP-78 195，HD 38602、SAO 256214、HR 1991，是山案座的一颗恒星，视星等为6.05，位于銀經290.68，銀緯-30.22，其B1900.0坐标为赤經5h 41m 43.6s，赤緯-78° -30.22′ 23″。